# Stenopleustes latipes
Stenopleustes latipes är en kräftdjursart som först beskrevs av Michael Sars 1858.  Stenopleustes latipes ingår i släktet Stenopleustes och familjen Pleustidae. Arten är reproducerande i Sverige. Inga underarter finns listade i Catalogue of Life.